# Настъпление от Изток на Запад в Куба
Настъплението от Изток на Запад в Куба започва на 22 октомври 1895 г. в Мангос де Барагуа, в бившата провинция Ориенте.
То е организирано от Антонио Масео и Максимо Гомес. Освободителната армия, водена от твърдостта да пренесе борбата срещу испанския колониализъм във всички краища на Куба, участва в едно от най-важните събития в кубинската история. В разгара на „Кубинската война за независимост“ вдъхновена от Хосе Марти, тази кампания отговаря на старото желание на бунтовническите генерали Масео и Гомес. Те започват стратегията за ограничаване на освободителната борба до източната територия на Острова, а по-скоро за разпростирането ѝ върху цялата кубинска територия, за да принудят Испания да се бие едновременно в шестте провинции, които страната има по това време, за да я отслаби по всички фронтове.

## Предистория
Още по време на Десетгодишната война за независимост се прави опит да се извърши това настъпление. След няколко неуспешни опита, то започва на 1 януари 1875 г. Въпреки това, поради различни причини не успява да напредне през целия остров, достигайки само до западния край на Лас Вилас. До август 1876 г. инвазията е в застой в тази област поради различни организационни недостатъци и противоречия между революционери и правителството, подкрепящо независимостта. Неуспехът на нахлуването от 1875-1876 г. поставя основата за кубинското поражение в Десетгодишната война.

## Настъпление
На 5 май 1895 г. на срещата на Максимо Гомес, Антонио Масео и Хосе Марти се дискутират проблемите и необходимостта от настъпление. Гомес е от критериите да го направи възможно най-скоро, нещо, което Масео не споделя.
Бунтовническите войски побеждават в битки като пресичането на пътеката от Хукаро до Морон, което за мнозина е непреодолимо, но Гомес лесно заобикаля неуспехите по пътя към провинция Вила Клара. Веднага след събранието на Химагуай, Масео разполага щаба си в Кайо Франсес (1 км от Барагуа), където е много активен, издавайки заповеди за концентрация на кубинските сили. Забавянето на доброволните сили на втория корпус води и до забавяне на началото, което Масео, който се опитва да компенсира тази ситуация, тръгвайки на 22 октомври 1895 г. от Барагуа и пристигайки в Мала Ноче, нова концентрационна точка, където той остава от 31 октомври до 3 ноември 1895 г.
Масео успява да събере около 1 000 души от 1-ви корпус и едва 400 души от втория корпус. Контингентът е организиран с генерален щаб под командването на бригаден генерал Хосе Миро Аргентер, ескорт, орган за наблюдение, кавалерия под командването на бригаден генерал Луис де Ферия и пехота под командването на бригаден генерал Куинтин Бандерас. Източният нахлуващ контингент, защитен от сили от втория и третия корпус, пресича Камагуей и пресича пътеката Хукаро-Морон, за да се срещне с контингента Камагуеяно-Виляклареньо на Максимо Гомес.
На 30 ноември 1895 г. Масео с правителството и източния нахлуващ контингент пристигат в щаба на генерал-майор Максимо Гомес и Ласаро Лопес. Нахлуващата армия има призната сила, съставена от повече от 4 000 души; въпреки че повечето от тях са боси, с изтъркани дрехи и недобре хранени. Въпреки това, ужасяващите условия не накърняват морала на армията. Испанската армия като европейска сила, има предимствата на редовна армия от 200 000 войници, оборудвани с по-модерни оръжия и приютени зад укрепления и лагери, въпреки че повечето от тях са болни от тропически болести.
В битката при Мал Тиемпо колониален батальон е напълно унищожен, както и конфронтациите в Лас Тайронас, Калимете и Колисео са решаващи. След това напредват през равнините около столицата на страната и достигат кулминацията си в планините Пинар дел Рио в западния край на Куба.
Настъплението продължава 92 дни, фронтални боеве по протежение на почти 1 800 километра. Испанското командване и стратегията му за задържане и отблъскване на нашествениците се проваля. В напредването си нашествениците окупират десетина градове.